# Jimmy Durmaz
Jakup Jimmy Durmaz (nascut el 22 de març de 1986 a Örebro, Suècia) és un futbolista suec d'ascendència turc-aramea, que juga en la posició de migcampista. Actualment juga pel Toulouse i per la selecció de futbol de Suècia.

## Primers passos
Durmaz va néixer a la ciutat d'Örebro, a la Suècia central, en una família d'ortodoxos siris. El seu pare va emigrar de Midyat al sud-est de Turquia, on, Durmaz era elegible per a la ciutadania turca, que va rebre quan es va traslladar a Turquia el 2012. Ell va començar a jugar pel BK Forward en la seva adolescència.

## Clubs
| Club           | País    | Any         |
| -------------- | ------- | ----------- |
| BK Forward     | Suècia  | 2005 - 2008 |
| Malmö FF       | Suècia  | 2008 - 2012 |
| Gençlerbirliği | Turquia | 2012 - 2014 |
| Olympiacos     | Grècia  | 2014 - 2016 |
| Toulouse       | França  | 2016 -      |